# Mojama

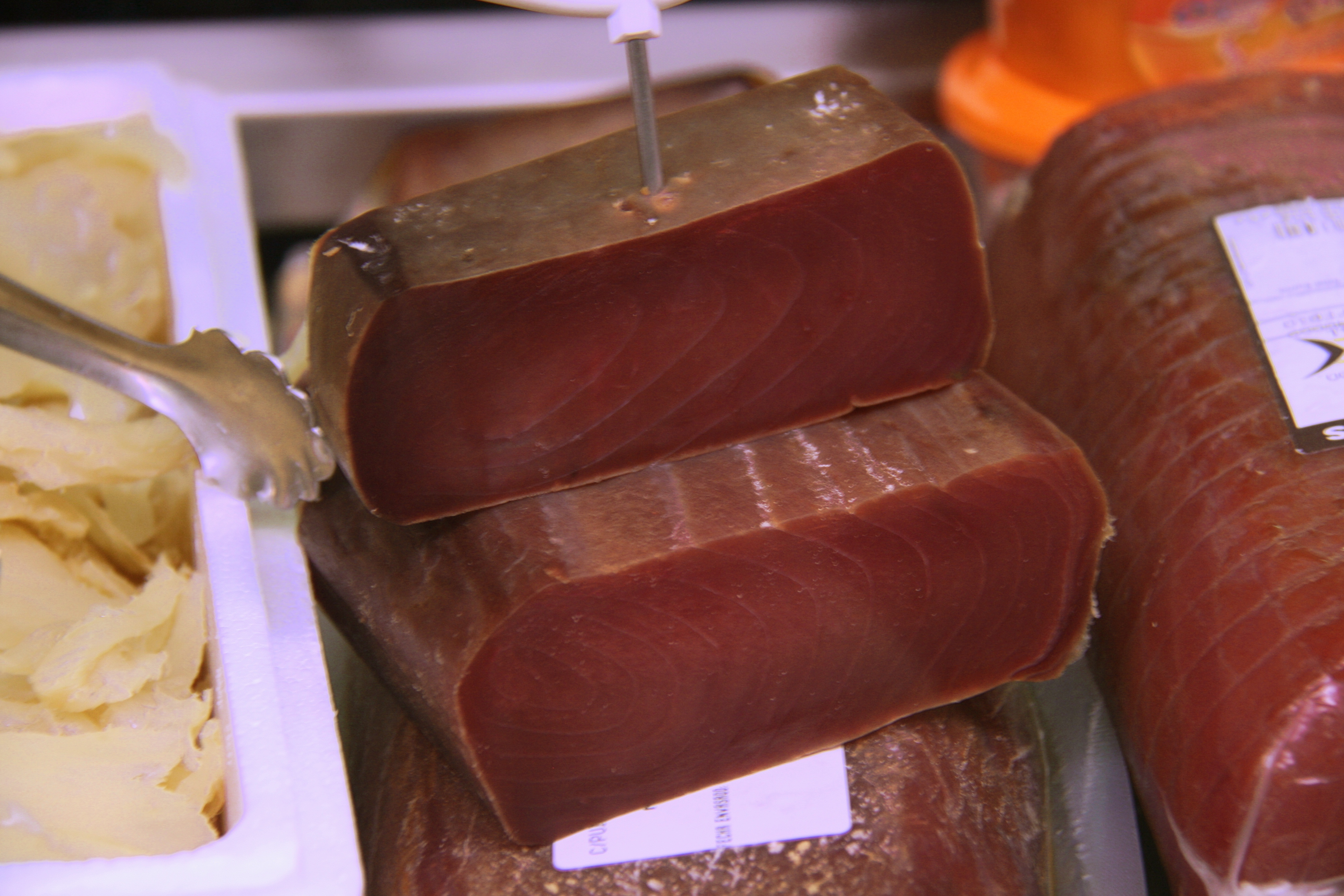
Coupe de mojama.

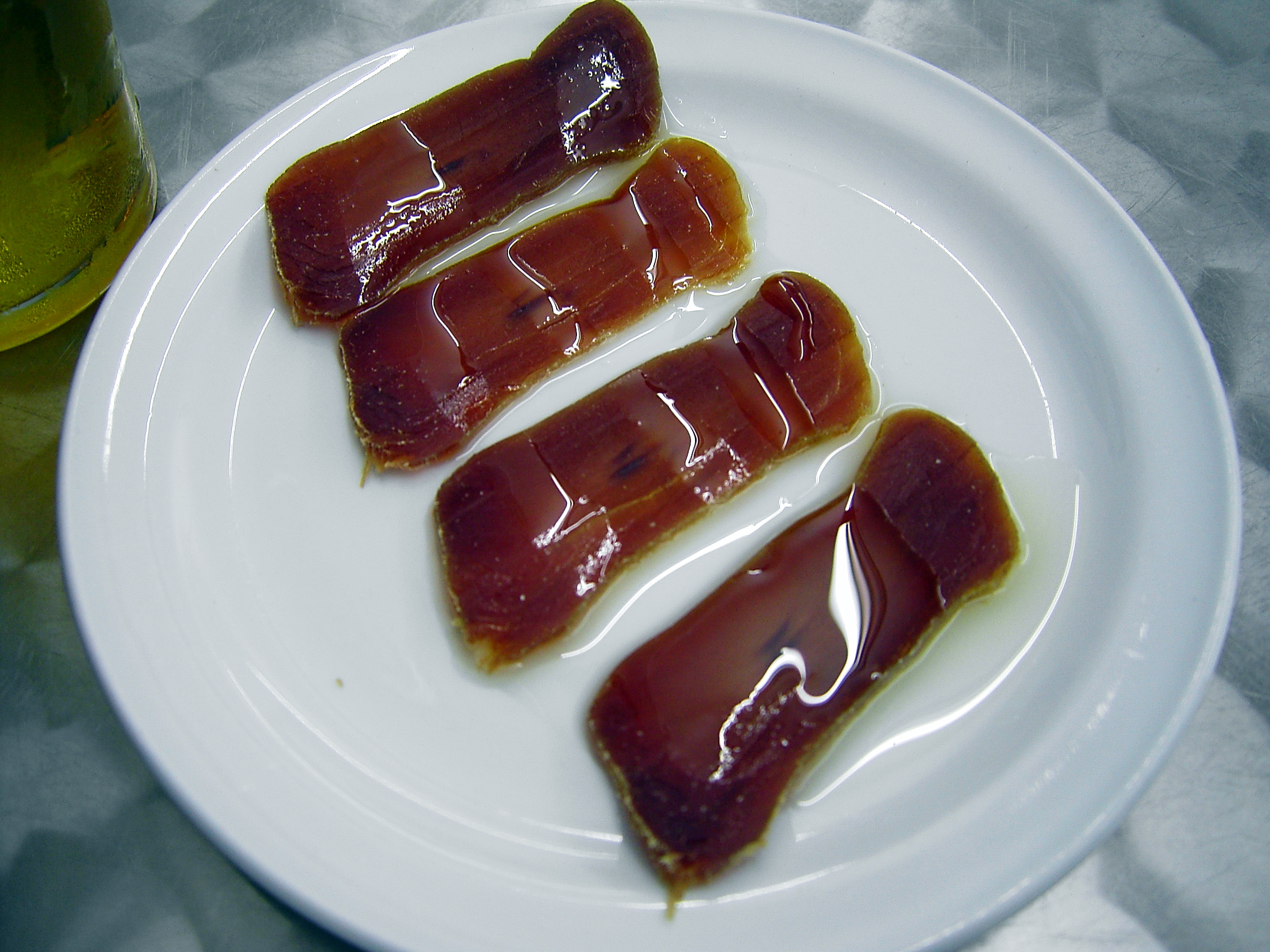
Tapas de mojama avec huile d'olive.

La mojama (de l'arabe classique mušamma‘, « fait en cire ») est une salaison de filet de thon, typique de la Région de Murcie, de la Communauté valencienne et de la côte atlantique andalouse (spécialement des communes côtières de La Janda, province de Cadix et de Ayamonte).
En Andalousie, à Isla Cristina (province de Huelva) et à Barbate, la production totale représente 75 %.

## Fabrication
De chaque thon, on extrait entre une et deux douzaines de tranches de filet de thon. On les presse pendant un ou deux jours avec du gros sel. Les filets sont ensuite débarrassés du sel.
Le thon est laissé à reposer deux jours, enveloppé dans des sacs humides. Puis il est lavé avant d'être mis à sécher 15 ou 20 jours, selon que le vent vienne du levant ou du ponant.

## Présentation
La mojama se sert en tranches fines recouvertes d'un filet d'huile d'olive.